# Barro (Charente)
Pour les articles homonymes, voir Barro.
Barro est une commune du Sud-Ouest de la France située dans le département de la Charente, en région Nouvelle-Aquitaine.
Ses habitants sont appelés les Barrotois et les Barrotoises.

## Géographie

### Localisation et accès
Barro est à 4 km au sud-est de Ruffec et dans la vallée de la Charente.
Elle est à 39 km au nord d'Angoulême. Elle est aussi à 2 km au nord de Verteuil et 7 km à l'ouest de Nanteuil-en-Vallée.
La N 10 de Paris à l'Espagne entre Poitiers et Angoulême limite la commune à l'ouest.
La commune est traversée par de petites routes départementales. La D 26 de Ruffec à Verteuil et à Valence traverse l'ouest de la commune. La D 56 de Bioussac à Verteuil et Mansle traverse l'est du nord au sud. Transversalement, desservant le bourg et traversant la Charente, la D 192 va en direction de Villegats et Courcôme à l'ouest, elle traverse la N 10, et Nanteuil vers l'est (Aizecq et Pougné).
De nombreuses routes communales relient les hameaux.
La gare la plus proche est celle de Ruffec, desservie par des TER à destination d'Angoulême et de Poitiers, et trains express vers Paris et Bordeaux.

### Hameaux et lieux-dits
Le bourg de Barro, situé sur la rive gauche de la Charente, fait face au hameau d'Aigues Pendantes où est située la mairie.
Les Touches, situé au nord du bourg sur sa même rive, est l'autre hameau important de la commune. Au sud, Cuchet est en limite avec Verteuil.

### Communes limitrophes
| Ruffec   | Condac                | Bioussac           |
| Courcôme | Barro                 | Nanteuil-en-Vallée |
|          | Verteuil-sur-Charente |                    |

### Géologie et relief
Géologiquement, la commune est dans le calcaire du Jurassique du Bassin aquitain, comme tout le Nord-Charente. Plus particulièrement, le Callovien occupe la plus grande partie de la surface communale, avec du Bathonien (Dogger) au nord (les Touches). Des altérites sous forme d'argile à silex couvrent une petite partie orientale. La vallée de la Charente est couverte par des alluvions dont les plus anciennes ont formé des terrasses comme au bourg,,.
Le relief de la commune est celui d'un plateau d'une altitude moyenne de 110 m traversé en son centre par la vallée de la Charente, qui forme deux méandres. Le point culminant est à une altitude de 163 m, situé sur la limite orientale (borne IGN). Le point le plus bas est à 77 m, situé le long de la Charente en limite sud. Le bourg, construit sur la rive gauche du fleuve à l'intérieur d'un méandre, est à 80 m d'altitude.

### Hydrographie

#### Réseau hydrographique

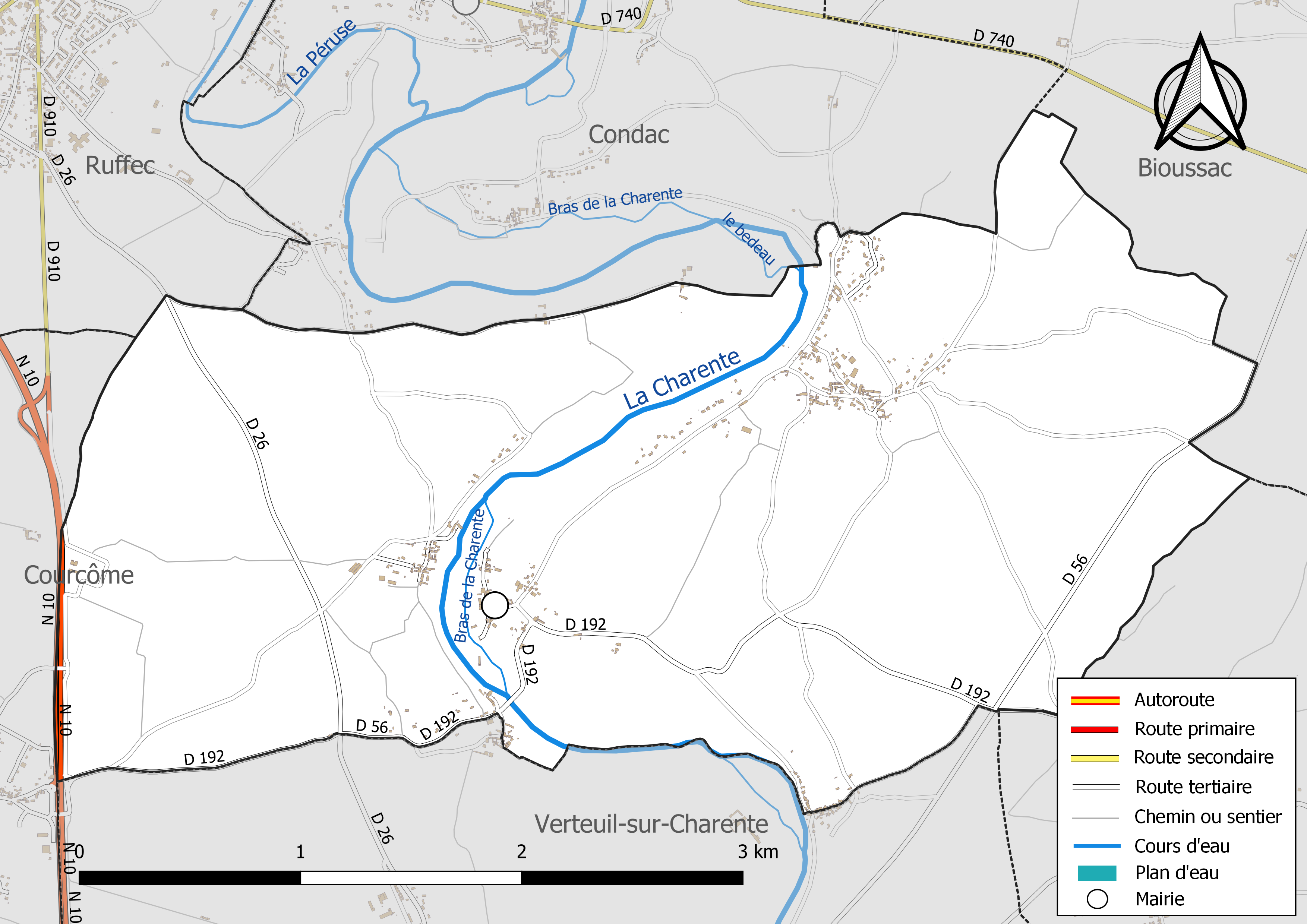
Réseaux hydrographique et routier de Barro.

La commune est située dans  le bassin versant de la Charente au sein  du Bassin Adour-Garonne. Elle est drainée par la Charente, un bras de la Charente et le bedeau, qui constituent un réseau hydrographique de 4 km de longueur totale,.
La Charente traverse la commune du nord au sud. D'une longueur totale de 381,4 km, elle prend sa source dans la commune de Chéronnac et se jette  dans le Golfe de Gascogne, après avoir traversé 117 communes.

#### Gestion des cours d'eau
Le territoire communal est couvert par le schéma d'aménagement et de gestion des eaux (SAGE) « Charente ». Ce document de planification, dont le territoire correspond au bassin de la Charente, d'une superficie de 9 300 km2, a été approuvé le 19 novembre 2019. La structure porteuse de l'élaboration et de la mise en œuvre est l'établissement public territorial de bassin Charente. Il définit sur son territoire les objectifs généraux d’utilisation, de mise en valeur et de protection quantitative et qualitative des ressources en eau superficielle et souterraine, en respect des objectifs de qualité définis dans le troisième SDAGE  du Bassin Adour-Garonne qui couvre la période 2022-2027, approuvé le 10 mars 2022.

### Climat
Comme dans les trois quarts sud et ouest du département, le climat est océanique aquitain.

## Urbanisme

### Typologie
Au 1er janvier 2024, Barro est catégorisée commune rurale à habitat dispersé, selon la nouvelle grille communale de densité à 7 niveaux définie par l'Insee en 2022.
Elle est située hors unité urbaine. Par ailleurs la commune fait partie de l'aire d'attraction de Ruffec, dont elle est une commune de la couronne,. Cette aire, qui regroupe 30 communes, est catégorisée dans les aires de moins de 50 000 habitants,.

### Occupation des sols
L'occupation des sols de la commune, telle qu'elle ressort de la base de données européenne d’occupation biophysique des sols Corine Land Cover (CLC), est marquée par l'importance des territoires agricoles (81 % en 2018), en diminution par rapport à 1990 (82,3 %). La répartition détaillée en 2018 est la suivante : 
terres arables (61,9 %), forêts (15,2 %), zones agricoles hétérogènes (9,6 %), prairies (9,4 %), zones urbanisées (3,8 %). L'évolution de l’occupation des sols de la commune et de ses infrastructures peut être observée sur les différentes représentations cartographiques du territoire : la carte de Cassini (XVIIIe siècle), la carte d'état-major (1820-1866) et les cartes ou photos aériennes de l'IGN pour la période actuelle (1950 à aujourd'hui).

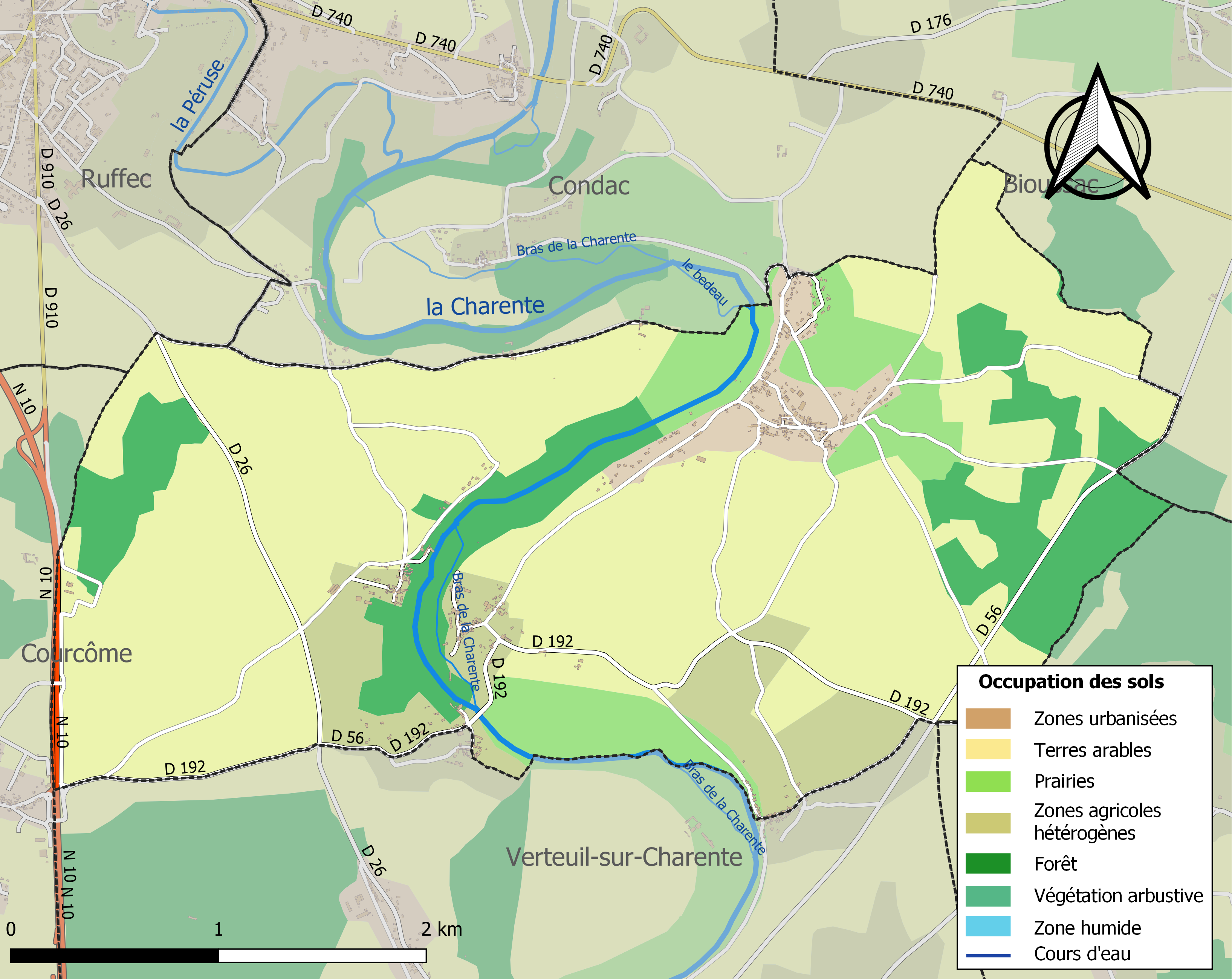
Carte des infrastructures et de l'occupation des sols de la commune en 2018 (CLC).

### Risques majeurs
Le territoire de la commune de Barro est vulnérable à différents aléas naturels : météorologiques (tempête, orage, neige, grand froid, canicule ou sécheresse), inondations et séisme (sismicité modérée). Il est également exposé à deux risques technologiques,  le transport de matières dangereuses et la rupture d'un barrage. Un site publié par le BRGM permet d'évaluer simplement et rapidement les risques d'un bien localisé soit par son adresse soit par le numéro de sa parcelle.

#### Risques naturels
Certaines parties du territoire communal sont susceptibles d’être affectées par le risque d’inondation par débordement de cours d'eau, notamment la Charente. La commune a été reconnue en état de catastrophe naturelle au titre des dommages causés par les inondations et coulées de boue survenues en 1982, 1983, 1993 et 1999,.

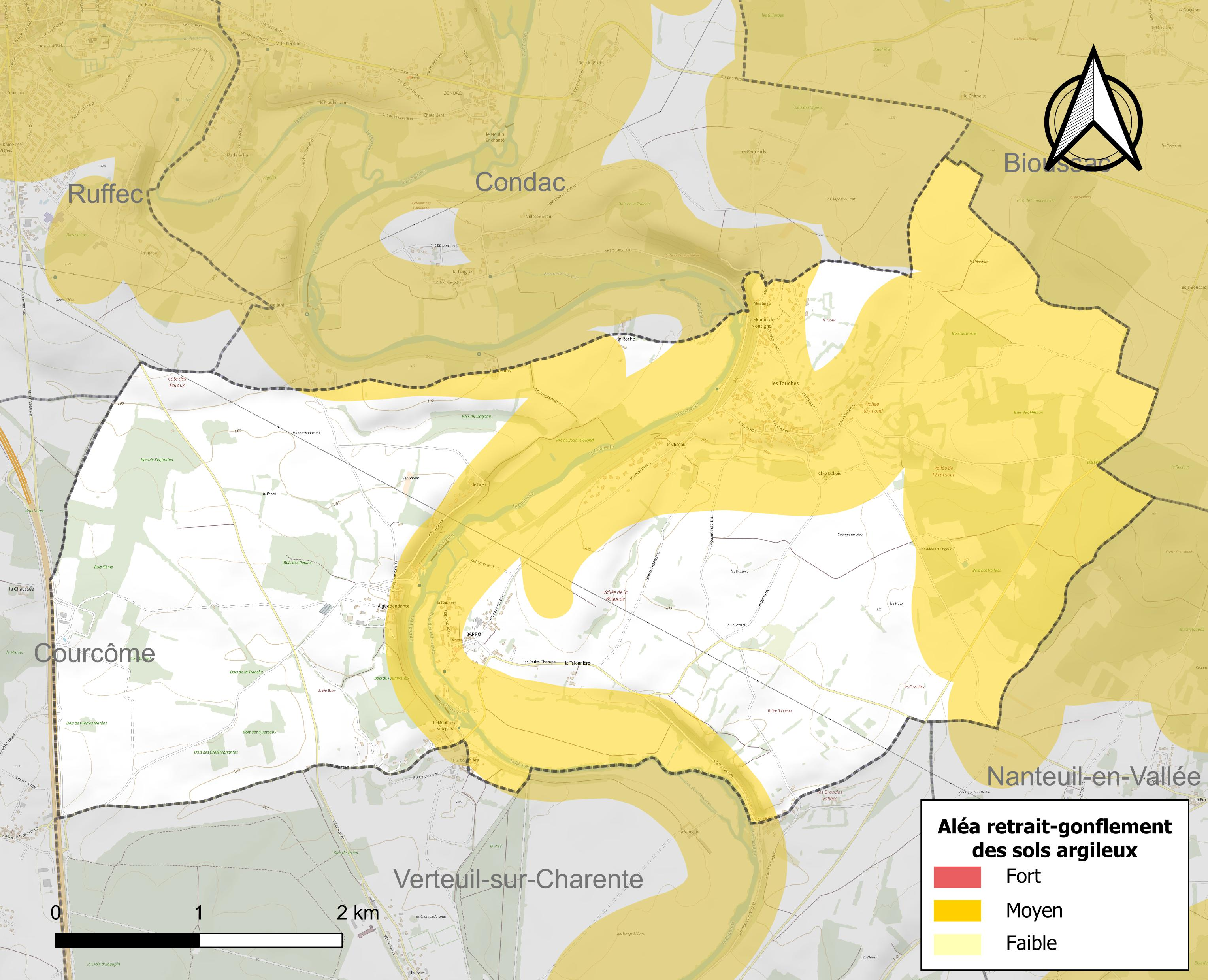
Carte des zones d'aléa retrait-gonflement des sols argileux de Barro.

Le retrait-gonflement des sols argileux est susceptible d'engendrer des dommages importants aux bâtiments en cas d’alternance de périodes de sécheresse et de pluie. 47,5 % de la superficie communale est en aléa moyen ou fort (67,4 % au niveau départemental et 48,5 % au niveau national). Sur les 237 bâtiments dénombrés sur la commune en 2019,  193 sont en aléa moyen ou fort, soit 81 %, à comparer aux 81 % au niveau départemental et 54 % au niveau national. Une cartographie de l'exposition du territoire national au retrait gonflement des sols argileux est disponible sur le site du BRGM,.
Par ailleurs, afin de mieux appréhender le risque d’affaissement de terrain, l'inventaire national des cavités souterraines permet de localiser celles situées sur la commune.
Concernant les mouvements de terrains, la commune a été reconnue en état de catastrophe naturelle au titre des dommages causés par des mouvements de terrain en 1999.

#### Risques technologiques
Le risque de transport de matières dangereuses sur la commune est lié à sa traversée par une ou des infrastructures routières ou ferroviaires importantes ou la présence d'une canalisation de transport d'hydrocarbures. Un accident se produisant sur de telles infrastructures est susceptible d’avoir des effets graves sur les biens, les personnes ou l'environnement, selon la nature du matériau transporté. Des dispositions d’urbanisme peuvent être préconisées en conséquence.
La commune est en outre située en aval du barrage de Mas Chaban, un ouvrage de classe A. À ce titre elle est susceptible d’être touchée par l’onde de submersion consécutive à la rupture de cet ouvrage.

## Toponymie
Les formes anciennes sont de Barro, Barron en 1280.
Le nom peut provenir de celui d'un homme gaulois, Barronius,.
Aigues Pendantes s'est aussi orthographié Aiguependant au début du XXe siècle.

## Histoire
Une photo aérienne montre des traces de constructions anciennes d'origine indéterminée.
Le dolmen de Cuchet, une  table de deux mètres sur six supports recouverte d'un tumulus de 10 mètres de diamètre haut de deux mètres a été détruit vers 1870. « Il contenait plusieurs squelettes non incinérés, quatre vases, neuf lances ou lame de silex, six haches en pierre polie et des objets divers »,.
Au Moyen Âge, Barro a dépendu de l'ancien diocèse de Poitiers.
Au XXe siècle, on trouvait encore sur la Charente deux minoteries, celle d'Aigues Pendantes et le moulin de Villegats. Le moulin à blé d'Aigues Pendantes a été construit au XVIIIe siècle et transformé en minoterie à la fin du XIXe siècle. Il a cessé toute activité vers 1970.

## Administration
Barro est une commune crée en 1793 dans le département de la Charente, le district de Ruffec et le canton de Verteuil. En 1801, elle se trouve placée dans l'arrondissement et le canton de Ruffec et en 1926 elle passe dans l'arrondissement d'Angoulême tout en restant dans le canton de Ruffec.

### Liste des maires
| Période                                  | Période  | Identité       | Étiquette | Qualité                    |
| ---------------------------------------- | -------- | -------------- | --------- | -------------------------- |
| Les données manquantes sont à compléter. |          |                |           |                            |
| mars 2001                                | 2014     | Paul Gaildraud | DVG       | Directeur d'école retraité |
| mars 2014                                | En cours | José Dupuis    |           | Professeur                 |

### Politique environnementale
Dans son palmarès 2024, le Conseil national de villes et villages fleuris de France a attribué une fleur à la commune.

## Démographie

### Évolution démographique
L'évolution du nombre d'habitants est connue à travers les recensements de la population effectués dans la commune depuis 1793. Pour les communes de moins de 10 000 habitants, une enquête de recensement portant sur toute la population est réalisée tous les cinq ans, les populations de référence des années intermédiaires étant quant à elles estimées par interpolation ou extrapolation. Pour la commune, le premier recensement exhaustif entrant dans le cadre du nouveau dispositif a été réalisé en 2004.

En 2022, la commune comptait 410 habitants, en évolution de −0,73 % par rapport à 2016 (Charente : −0,48 %, France hors Mayotte : +2,11 %).
| 1793 | 1800 | 1806 | 1821 | 1831 | 1841 | 1846 | 1851 | 1856 |
| ---- | ---- | ---- | ---- | ---- | ---- | ---- | ---- | ---- |
| 461  | 451  | 537  | 425  | 523  | 548  | 534  | 533  | 535  |

| 1861 | 1866 | 1872 | 1876 | 1881 | 1886 | 1891 | 1896 | 1901 |
| ---- | ---- | ---- | ---- | ---- | ---- | ---- | ---- | ---- |
| 502  | 453  | 443  | 439  | 441  | 454  | 419  | 373  | 368  |

| 1906 | 1911 | 1921 | 1926 | 1931 | 1936 | 1946 | 1954 | 1962 |
| ---- | ---- | ---- | ---- | ---- | ---- | ---- | ---- | ---- |
| 332  | 336  | 327  | 317  | 305  | 287  | 282  | 310  | 254  |

| 1968 | 1975 | 1982 | 1990 | 1999 | 2004 | 2006 | 2009 | 2014 |
| ---- | ---- | ---- | ---- | ---- | ---- | ---- | ---- | ---- |
| 223  | 206  | 231  | 258  | 265  | 297  | 333  | 365  | 396  |

| 2019 | 2022 | - | - | - | - | - | - | - |
| ---- | ---- | - | - | - | - | - | - | - |
| 410  | 410  | - | - | - | - | - | - | - |

### Pyramide des âges
La population de la commune est relativement âgée.
En 2018, le taux de personnes d'un âge inférieur à 30 ans s'élève à 29,8 %, soit en dessous de la moyenne départementale (30,2 %). À l'inverse, le taux de personnes d'âge supérieur à 60 ans est de 32,9 % la même année, alors qu'il est de 32,3 % au niveau départemental.
En 2018, la commune comptait 208 hommes pour 203 femmes, soit un taux de 50,61 % d'hommes, largement supérieur au taux départemental (48,41 %).
Les pyramides des âges de la commune et du département s'établissent comme suit.
| Hommes | Classe d’âge | Femmes |
| ------ | ------------ | ------ |
| 0,0    | 90 ou +      | 0,5    |
| 8,7    | 75-89 ans    | 6,4    |
| 24,6   | 60-74 ans    | 25,6   |
| 19,8   | 45-59 ans    | 24,1   |
| 15,0   | 30-44 ans    | 15,8   |
| 12,6   | 15-29 ans    | 9,4    |
| 19,3   | 0-14 ans     | 18,2   |

| Hommes | Classe d’âge | Femmes |
| ------ | ------------ | ------ |
| 1      | 90 ou +      | 2,7    |
| 9,2    | 75-89 ans    | 12     |
| 20,6   | 60-74 ans    | 21,3   |
| 20,7   | 45-59 ans    | 20,3   |
| 16,8   | 30-44 ans    | 16     |
| 15,6   | 15-29 ans    | 13,4   |
| 16,1   | 0-14 ans     | 14,3   |

## Équipements, services et vie locale

### Vie locale
Depuis 2012, chaque année en septembre, Barro organise un festival photo, BarrObjectif, ainsi que, depuis 2007, une exposition artistique en plein air en juin, l'Art à l'Œil.

## Lieux et monuments

### Patrimoine religieux

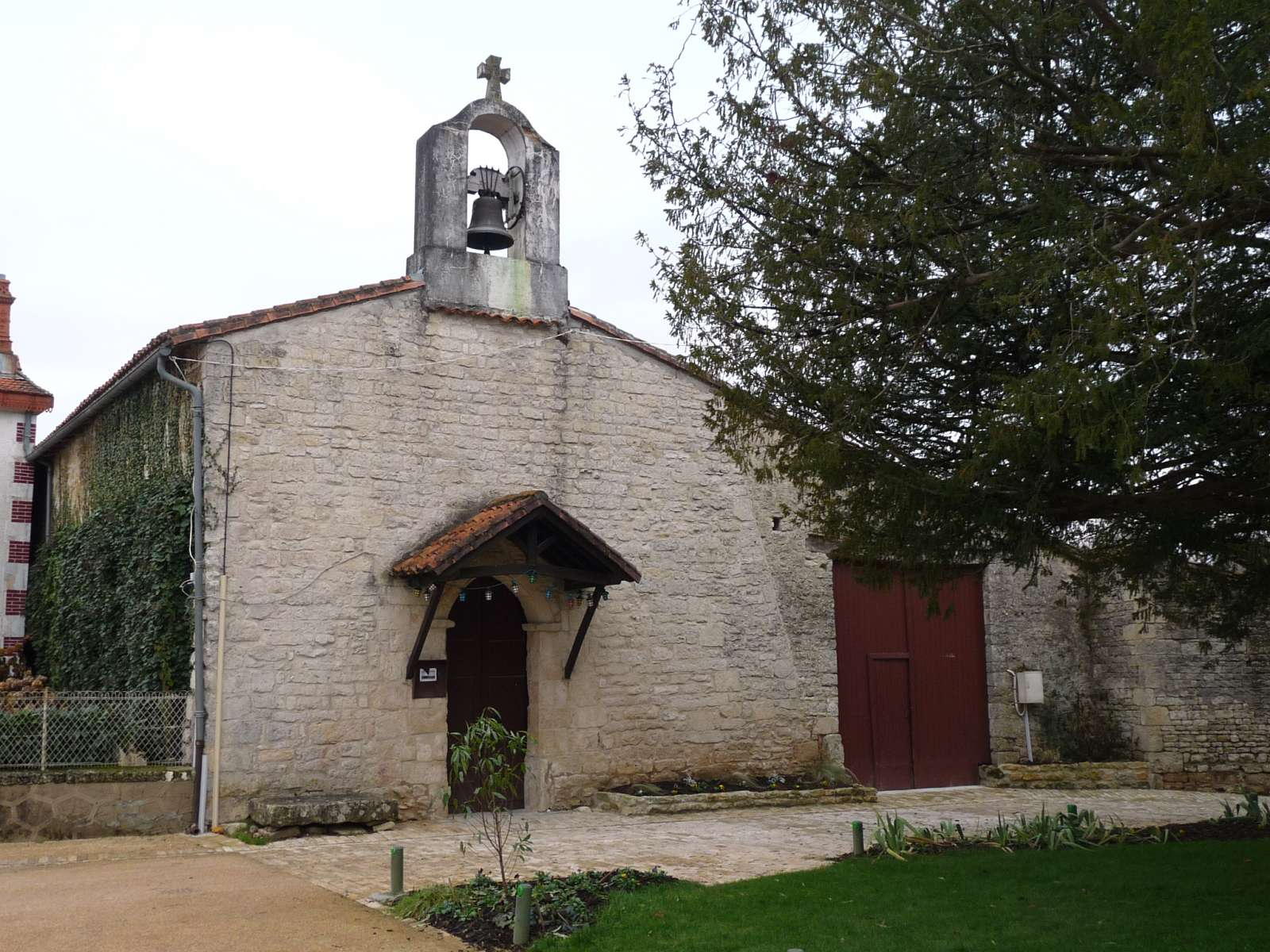
L'église Saint-Pierre.

L'église paroissiale Saint-Pierre a été fondée et construite au XIIe siècle. La nef a été revoûtée plein cintre au XIIIe siècle, et au XVe siècle un croisillon a été ajouté au sud pour une chapelle secondaire. L'édifice a été restauré au XIXe siècle.

### Patrimoine civil
Le logis d'Aigues-Pendantes date du XVIIIe siècle.